# ألتيمت
ألتيمت أو رياضة القرص الطائر أو ألتيمت فريسبي هي رياضة غير تلامسية يلعب بها اللاعبون بواسطة قرص طائر.تم تطوير الرياضة في 1968. في 2012 قدر عدد لاعبين الرياضة في الولايات المتحدة ب 5.1 مليون لاعب.
تلعب مباراة الألتيمت بواسطة فريقين هدف كل فريق هو تمرير القرص الطائر إلى منطقة الخصم دون أن يسقط على الأرض أو يقوم بإيقافه أحد لاعبي الفريق الآخر، وعلى اللاعب الذي يمسك القرص أن يمرره قبل مرور 10 ثوان، بينما على المدافع أن يحاول الوقوف في طريق القرص واحتساب الثواني في الوقت نفسه. ويتكون كل فريق من 7 لاعبين.